# For Lovers Only
For Lovers Only è il terzo album in studio dei Southern Culture on the Skids, pubblicato nel 1992.

## Tracce
Testi e musiche di Rick Miller eccetto dove indicato.
1. For Lovers Only – 4:18
2. Biscuit Eater – 4:53
3. Barnyard Ballbuster – 3:41
4. Nashville Toupee – 4:44
5. Fatman's Twist – 2:45
6. Skunk – 4:24
7. Sheik's Walk – 3:39
8. Wish I Was in Love – 4:25
9. Daddy Was a Preacher But Mama Was a Go-Go Girl – 2:42 (Jo Anna Neel e Bob Neel)
10. King of the Mountain – 4:42
11. The Man that Wrestles the Bear – 3:13
12. Link's Lung – 4:25
13. Clyde's Lament – 6:50
14. For Lovers Only (reprise) – 0:52

## Formazione
- Rick Miller: chitarra e voce
- Mary Huff: basso, organo, violino e voce
- Dave Hartman: batteria, tamburello, nacchere, bongo e voce